# Marriott-Slaterville
Marriott-Slaterville es un pueblo ubicado en el condado de Weber en el estado estadounidense de Utah. En el año 2000 tenía una población de 1.296 habitantes y una densidad poblacional de 76 personas por km². El nombre se debe a la fusión de dos comunidades no incorporadas: Marriott y Slaterville, ambas colonias fundadas por pioneros mormones a mediados del siglo XIX. Marriott-Slaterville se localiza dentro de los límites metropolitanos de las ciudades de Ogden/Clearfield.

## Geografía
Marriott-Slaterville se encuentra ubicado en las coordenadas 41°15′40″N 112°1′46″O / 41.26111, -112.02944. Según la Oficina del Censo, la localidad tiene un área total de 19,3 km² (7,5 mi²), de la cual 2.7% es agua.

## Demografía
Según la Oficina del Censo en 2000, había 1.425 personas y 381 familias residentes en el lugar, 96.14% de los cuales eran personas de raza blanca y aproximadamente 3.4% de la población es de raza hispana o latina.
Según la Oficina del Censo en 2000 los ingresos medios por hogar en la localidad eran de $49,732, y los ingresos medios por familia eran $57,083. Los hombres tenían unos ingresos medios de $41,466 frente a los $27,788 para las mujeres. La renta per cápita para la localidad era de $19,534. Alrededor del 7% de la población estaban por debajo del umbral de pobreza.